# Тур Мали
Тур Мали (фр. Tour du Mali) — шоссейная многодневная велогонка, проходящая по территории Мали с 1999 года.

## История
Гонка была создана в 1999 году и проводилась до 2004 года как любительская, а затем её проведение было остановлено.
В 2010 году гонка возобновилась и вошла в календарь Африканского тура UCI, с категорией 2.2. Она стала первым крупным мероприятием, посвященным пятидесятой годовщине независимости Мали. Запланированная в 2011 году была отменена по соображениям безопасности, а затем снова последовал перерыв в её проведение.
В 2017 году гонка в очередной раз была возобновлена, на этот раз в рамках национального календаря, при поддержки компаний Sotelma/Malitel и первой леди. Победу на ней одержал Яя Диалло, став первым малийский велогонщиком выигравшим Тур Мали. В 2018 году гонка прошла в восьмой раз.

## Призёры
| Год  | Победитель        | Второй          | Третий                |
| ---- | ----------------- | --------------- | --------------------- |
| 2002 | Лоран Зонго       |                 |                       |
| 2004 | Сеиду Талл        |                 |                       |
| 2010 | Маухсине Лахсайни | Адиль Джеллоуль | Мухаммед Аль-Раграгуи |
| 2017 | Яя Диалло         | Реда Аадель     | Умар Сангаре          |
| 2018 | Сулейман Коне     | Якуба Диалло    | Боурама Кулибали      |
| 2021 | Иссьяка Кулибали  | Сейду Джире     | Сулейман Коне         |